# Mary Weiss
Mary Weiss (Jamaica, 28 de diciembre de 1948-Palm Springs, 19 de enero de 2024) fue una empresaria y cantante estadounidense.

## Biografía
Hija de Elizabeth Treubig y Harry Weiss, fueron sus hermanos Elizabeth y George Weiss.
Conocida como la cantante principal del grupo de música pop The Shangri-Las en la década de 1960. Su sencillo "Leader of the Pack" alcanzó el puesto número 1 en las listas Billboard 100 en 1964. Contrajo matrimonio con Edward Ryan. 
En 2007 publicó su álbum solista Dangerous Game.
Weiss falleció el 19 de enero de 2024 a los 75 años, de una enfermedad pulmonar obstructiva crónica en su hogar en Palm Springs.

## Álbumes
- 1965, Leader of the Pack
- 1965, Shangri-Las-65!
- 2007, Dangerous Game.